# Gisela Hülsbergen
Gisela Hülsbergen (* 8. Juni 1944 in Deutsch-Eylau (Westpreußen)) ist eine deutsche Gewerkschaftlerin und Politikerin (SPD); sie war Mitglied der Bremischen Bürgerschaft.

## Biografie

### Ausbildung, Beruf
Hülsbergen absolvierte die Verwaltungsschule Bremen und war als Oberamtsrätin in Bremen tätig, zuletzt an der Universität Bremen. Sie war in den 1970er/80er Jahren im Personalrat beim Senator für Wissenschaft und Kunst und in den 1980er/90er Jahren Mitglied im Gesamtpersonalrat der bremischen Behörden. Von 2002 bis zu ihrer Pensionierung Anfang 2004 übernahm sie zusätzlich die Leitung des Vegesacker Zeitbüros als Modellprojekt für Stadtteilkoordinierung im Ortsamt Vegesack.

### Politik
Hülsbergen ist Mitglied der SPD und in der Arbeitsgemeinschaft sozialdemokratischer Frauen (ASF) tätig, längere Zeit im Bremer Landesvorstand bis in die 2000er Jahre. Bei der Aufstellung der Liste für die Bürgerschaftswahlen 1995 wurde sie als „Seiteneinsteigerin“ vom SPD-Unterbezirk Bremen-Ost vorgeschlagen.
Von 1995 bis 1999 war sie Mitglied der 14. Bremischen Bürgerschaft und Mitglied verschiedener Deputationen, u. a. für Arbeit. In der Bürgerschaft setzte sie sich u. a. ein für den Beibehalt der Mitbestimmung in den Betrieben, für die Gleichstellung von Frauen und Männern, für Reformen in der Verwaltung aber gegen ausufernde Privatisierungen öffentlicher Aufgaben. Kritisch wurde ihre Doppelfunktion bei Reden als Parlamentarierin in Angelegenheiten, die die Gewerkschaft betreffen.

### Weitere Mitgliedschaften
- Hülsbergen war in der Gewerkschaft ÖTV Bremen zeitweise in den 1980er bis 2000er Jahren Kreisvorsitzende und stellv. Kreisvorsitzende beim DGB-Bremen.
- Mitglied im Rundfunkrat von Radio Bremen für den DGB.
- Mitglied im Bremer Frauenausschuss und  Vorsitzende von 2005 bis 2011; Nachfolgerin wurde Annegret Ahlers (SPD).[3]